# 랭커스터 (랭커셔주)

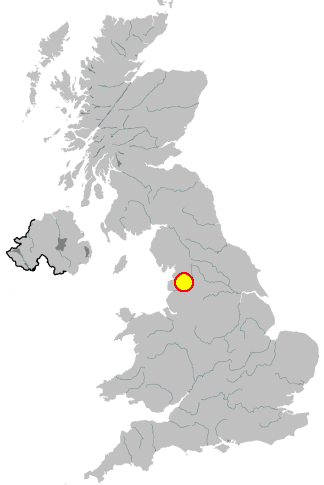
랭커스터의 위치

랭커스터(Lancaster)는 영국 잉글랜드 랭커셔주의 도시이다. 인구는 45,952(2001)이다.

## 같이 보기
- 랭커스터 공국